# Callopistria phaeogona
Callopistria phaeogona är en fjärilsart som beskrevs av George Francis Hampson 1908. Callopistria phaeogona ingår i släktet Callopistria och familjen nattflyn. Inga underarter finns listade i Catalogue of Life.

## Bildgalleri

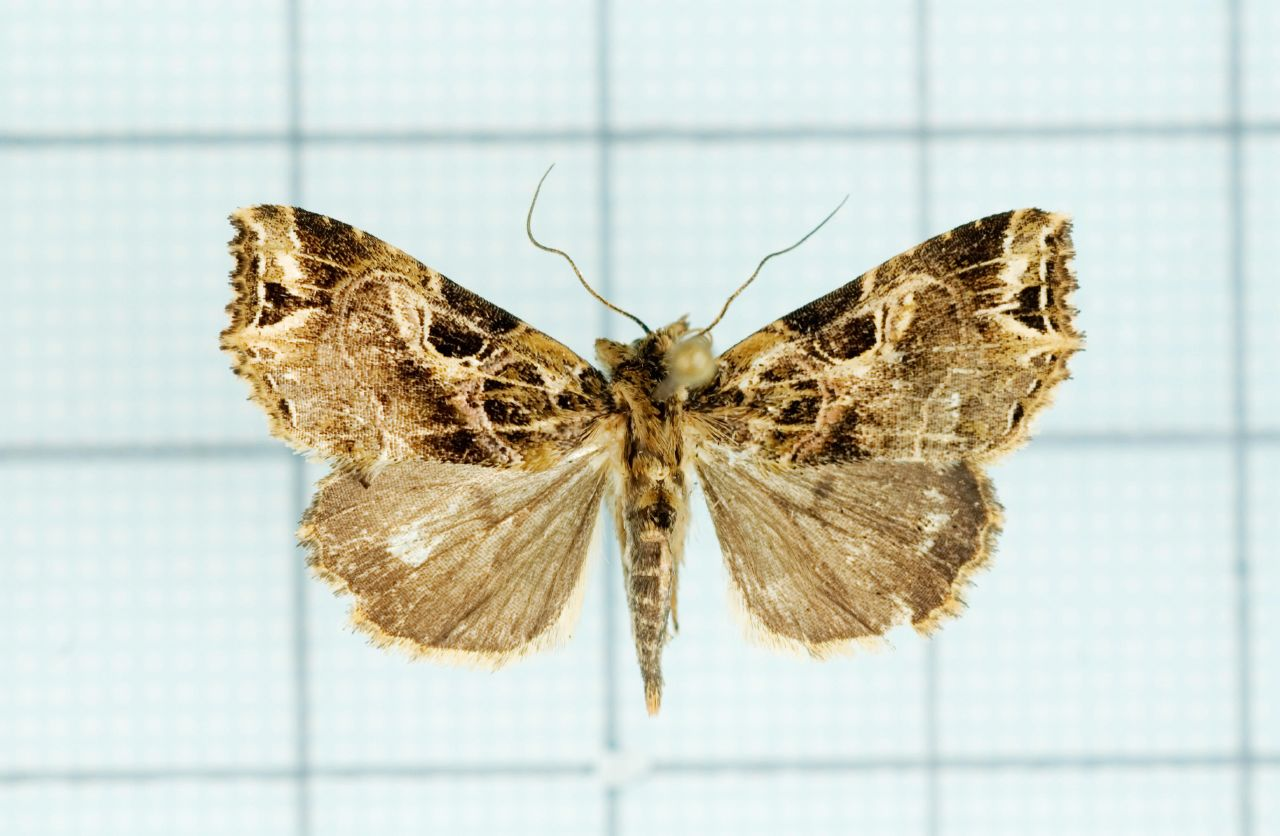